# Verlagsgesellschaft Berg
Die Verlagsgesellschaft Berg, zu der der Druffel-Verlag, der Türmer-Verlag und der Vowinckel-Verlag gehören, wurde 1991 in Inning am Ammersee gegründet und gilt als einer der größten rechtsextremen Verlage. Geschäftsführer ist der wegen Volksverhetzung vorbestrafte Gert Sudholt, ehemaliger Vorsitzender der Gesellschaft für Freie Publizistik, der laut Verfassungsschutz größten rechtsextremen Kulturvereinigung in Deutschland. Das Verlagsprogramm umfasst überwiegend geschichtsrevisionistische und rechtsextreme Publikationen. Die Verlagsgesellschaft Berg gibt auch die Zweimonatszeitschrift Deutsche Geschichte. Europa und die Welt heraus und veranstaltet unter dem Namen Zeitgespräche regelmäßig die deutschlandweit größten geschichtsrevisionistischen Veranstaltungen.

## Druffel-Verlag
Der Druffel-Verlag wurde 1952 von Helmut Sündermann und seiner Frau Ursula, einer geborenen von Druffel-Freiin von und zu Egloffstein, verwitwete Sudholt, gegründet. Sündermann war bis 1945 stellvertretender Reichspressechef der NSDAP. Der neu gegründete Verlag verlegte die Memoiren oder Bücher  zahlreicher prominenter Nationalsozialisten, wie Joachim von Ribbentrop, Ilse Heß, Hans-Ulrich Rudel, Friedrich Grimm, Franz Alfred Six und Alfred Frauenfeld. Nach Sündermanns Tod 1972 übernahm sein Stiefsohn Gert Sudholt die Verlagsführung und wurde nach dem Tod seiner Mutter 1987 Eigentümer des Verlags. Der Verlag firmiert auch als Druffel & Vowinckel.

## Türmer-Verlag
Der Türmer-Verlag wurde 1949 von Herbert Böhme gegründet und verlegte vor allem apologetische Literatur zur NS-Zeit und zum Zweiten Weltkrieg. Verlagsgründer Böhme, Dichter der NS-Bewegung, Mitglied der Obersten SA-Führung, Mitarbeiter der Reichspropagandaleitung und Lektor im NSDAP-eigenen Eher-Verlag, spielte nach dem Krieg eine zentrale Rolle in einer Reihe publizistischer Netzwerke der extremen Rechten. 1950 rief er das Deutsche Kulturwerk Europäischen Geistes (DKEG) ins Leben und machte den Türmer-Verlag zum Hausverlag des Vereins. 1951 gründete er zusammen mit Arthur Ehrhardt die politische Monatsschrift Nation und Europa. 1960 gehörte er zu den Gründungsmitgliedern der Gesellschaft für freie Publizistik (GfP), 1965 war er Mitbegründer des Arbeitskreises Volkstreuer Verbände und 1970 der Aktion Widerstand.
1977 erwarb Gert Sudholt das Verlagshaus und verlegte den Sitz von Lochham bei München nach Berg am Starnberger See. 1991 wurde der Verlag Bestandteil der Verlagsgemeinschaft Berg und 1992 schließlich aufgelöst.
Autoren
In den Anfangsjahren gab Böhme neben Eigenproduktionen Werke von Autoren heraus, die wie er dem Deutschen Kulturwerk Europäischen Geistes (DKEG) angehörten oder nahestanden. Dazu gehörten Hans Wilhelm Hagen, Theodor Seidenfaden, Karl Günther Stempel und Hans Grimm. Hinzu kamen die Klüter Blätter, die Mitteilungen des DKEG. Später folgten Titel wie Die Reichsparteitage der NSDAP 1923–1939, Der Afrikafeldzug in Farbe oder In Pflicht und Freude – Das Erlebnis Hitler-Jugend.
1981 legte der Türmer-Verlag das Buch Die Auslandsdeutschen – 100 Jahre Volkstumsarbeit von Rudolf Aschenauer auf, einem langjährigen Vorsitzenden des Verein für Deutsche Kulturbeziehungen im Ausland. Das Buch von Henriette von Schirach, Anekdoten um Hitler, wurde 1982 indiziert. In der Buchreihe Türmer-Taschenbücher veröffentlichen unter anderen Hendrik van Bergh, Gert Sudholt, Gustav Sichelschmidt und Rüdiger Gerhard vorzugsweise revisionistische Literatur. 1982 fusionierte Sudholt die Klüter Blätter und den Politischen Zeitspiegel, der dem Witikobund nahestand, zu den Deutschen Monatsheften für Politik, Geschichte, Kultur und Wirtschaft, die bis 1990 im Türmer-Verlag erschienen. 1990 fusionierten die Deutschen Monatshefte mit Nation und Europa. Seit 1980 erscheint ein jährlicher Deutscher Almanach, zunächst von Reinhard Pozorny, nach dessen Tod 1993 von Andreas Molau herausgegeben.
Sudholt selbst ist Autor der offiziellen Festschrift 60 Jahre Olympiaort Garmisch-Partenkirchen 1936–1996, die zumindest bis 2010 noch Journalisten überreicht wurde, da der Ort sich bis 2013 um die Austragung von Winterspielen für die Zukunft bemüht hatte. Sie erschien 1996 in seiner Verlagsgesellschaft.

## Vowinckel-Verlag
Der Vowinckel-Verlag entstand 1923. Er verlegte u. a. Publikationen des republikfeindlichen Juniklubs, die Zeitschrift Das Gewissen sowie die Zeitschrift für Geopolitik und stand der Ring-Bewegung nahe, die später ein eigenes Organ Der Ring besaß. Paul Wentzcke, Direktor des Stadtarchivs Düsseldorf sowie einflussreicher rheinischer Publizist und Geschichtspolitiker der 1920er-Jahre, lässt dort 1927 sein Werk „Rhein und Reich: Geopolitische Betrachtungen der deutschen Schicksalsgemeinschaft“ (327 S., mit 15 Karten) veröffentlichen, das in einer dezidiert antifranzösisch-deutschnationalen Sichtweise den Kampf um die Vorherrschaft über das Elsass, über Lothringen und das gesamte Rheinland von 925 bis 1914 darstellt. 
Nach Kriegsende wurde der Verlag von Kurt Vowinckel, der in den 1960er Jahren Vorsitzender der rechtsextremen Gesellschaft für freie Publizistik (GfP) war, wiedergegründet. 1958 wurde der Sitz von Heidelberg ins nahegelegene Neckargemünd verlegt. Spätestens seit 1997 ist Gert Sudholt Eigentümer des Verlags.
In den 1950er Jahren publizierte der Verlag überwiegend sogenannte Kriegserinnerungsliteratur; einer statistischen Untersuchung für den Zeitraum von 1945 bis 1961 zufolge war er der Verlag mit den meisten einschlägigen Veröffentlichungen. Seit 1954 erschien die Reihe Die Wehrmacht im Kampf, die sich, herausgegeben von Hermann Teske, der theoretischen Erörterung von „Schlachten und Problemen des Zweiten Weltkriegs“ widmen wollte. Bis 1973 erschienen 49 Bände der Reihe. In einer zweiten Reihe Landser am Feind. Die Wirklichkeit des Krieges (späterer Im Blick zurück. Das Erleben des Krieges an der Front) erschienen zwischen 1957 und 1967 21 Titel. Die Autoren waren in der Regel keine einfachen Soldaten, sondern Offiziere. Im November 1960 wurde ein in der Reihe erschienenes Buch von Ingo Petterson durch die Bundesprüfstelle für jugendgefährdende Schriften indiziert.
Ein Zweigunternehmen des Vowinckel-Verlags war die Scharnhorst Buchkameradschaft, ursprünglich eine Buchgemeinschaft für Einzelbezieher. Sie gab die Reihe Militärische Schriftweiser heraus, mit der unter anderem versucht wurde, den Bestand von Bundeswehr-Büchereien zu beeinflussen. Das Bundesverteidigungsministerium dementierte 1959, dass sich die Buchempfehlungen der Buchkameradschaft der „Gunst der betreffenden offiziellen Stellen“ erfreue. Die Scharnhorst Buchkameradschaft ging 1983 im Vowinckel-Verlag auf.

## Einstufung durch den Verfassungsschutz
Die Verlagsgesellschaft Berg wurde im Verfassungsschutzbericht 2002 „als einer der bundesweit größten und wichtigsten organisationsunabhängigen rechtsextremistisch geprägten Verlage“ bezeichnet. Laut Verfassungsschutzbericht 2006 sei es dem Verleger gelungen, das nunmehr zum sechsten Mal durchgeführte „ErlebnisWochenende Geschichte“ des Druffel Verlages als feste Größe im rechtsextremistischen Veranstaltungskalender zu etablieren.